# Nathan Bor
Nathan Bor (n. 1 martie 1913, Fall River⁠(d), Massachusetts, SUA – d. 13 iunie 1972, New Bedford, Massachusetts, SUA) a fost un boxer ce a reprezentat Statele Unite ale Americii, medaliat olimpic. A participat la o ediție a Jocurilor Olimpice (1932) în care a câștigat o medalie de bronz.

## Participări
Lista de mai jos prezintă principalele competiții la care a participat Nathan Bor de-a lungul carierei.
- boxing at the 1932 Summer Olympics – lightweight[*]